# Georg Kossenhaschen
Georg Kossenhaschen (* 28. August 1868 in Oldenburg; † 2. April 1931 in Magdeburg) war ein deutscher Unternehmer und Hotelier.

## Leben

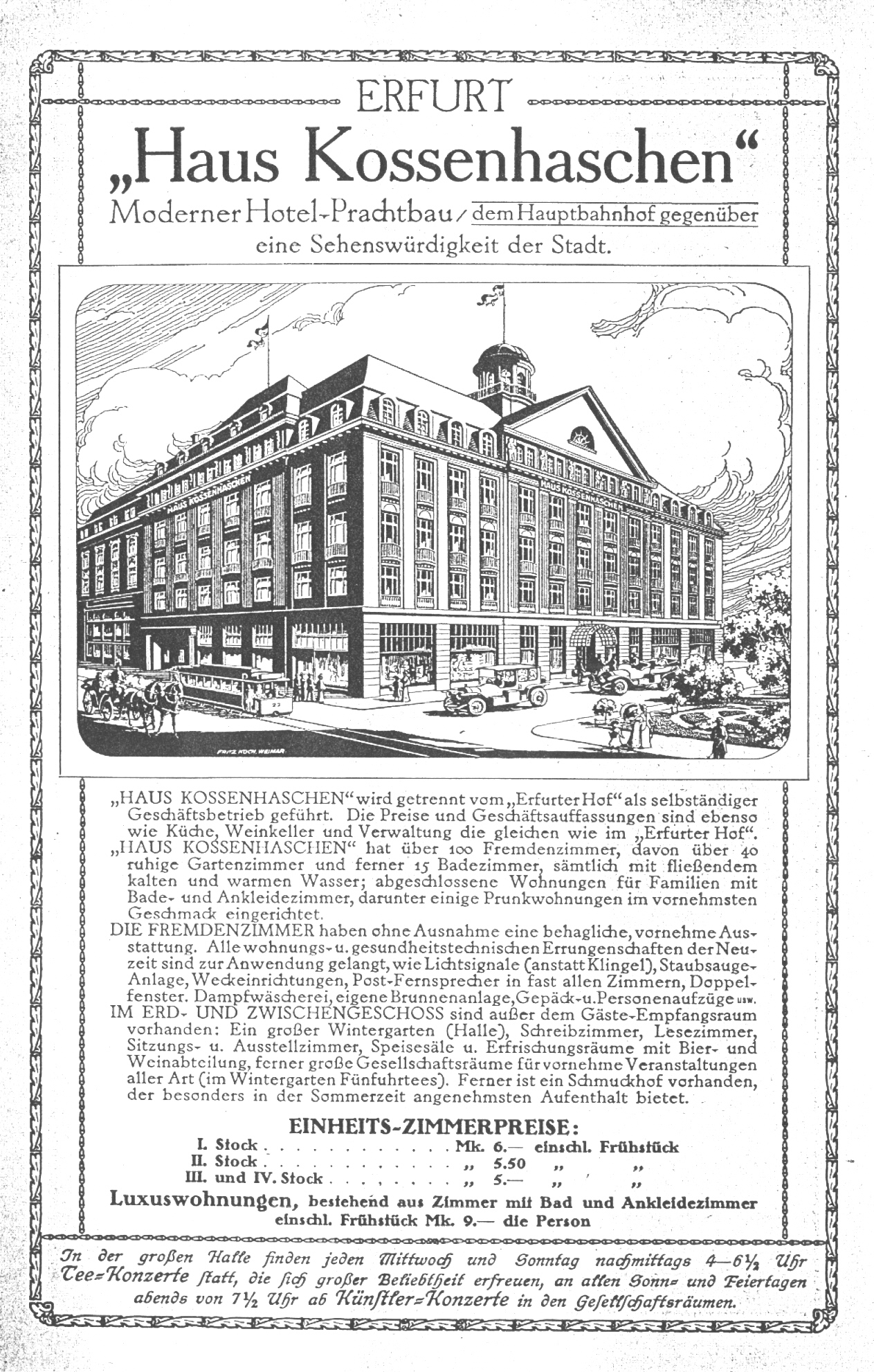
Annonce für das Luxushotel Haus Kossenhaschen in Erfurt (um 1920)

Kossenhaschen begann 1883 in Amsterdam eine Ausbildung im Hotelfach. In den darauf folgenden Jahren arbeitete er in Hotels u. a. in Brüssel (1888), Paris (1889) und London. In der britischen Hauptstadt war er 1891/1892 Sekretär des Hotels Albemarle und besuchte nebenbei die Royal Society of Arts und das Metropolitan College, die er mit Diplomen 1. Klasse abschloss.
Zurück in Deutschland, arbeitete Kossenhaschen in Hotels in Frankfurt und Berlin, bevor er 1896 in Godesberg den städtischen Kurgarten pachtete und in Bonn ein Weinhaus eröffnete. Hier lernte er seine erste Frau Ida Addicks (1881–1912) kennen. Nach dem Umzug des Paars nach Erfurt eröffnete Kossenhaschen 1907 dort eine Weinhandlung und wurde zum Geschäftsführer des renommierten Hotels Erfurter Hof bestellt. 1908 erwarb Kossenhaschen das Hotel, neben dem er 1914–1916 das moderne Luxushotel Haus Kossenhaschen errichten ließ, das mit den großen europäischen Hotels seiner Zeit konkurrieren konnte.
Ab 1912 baute der umtriebige Unternehmer seinen Hotel- und Gaststättenkonzern deutschlandweit aus. So erwarb und modernisierte er Hotels u. a. in Magdeburg (Magdeburger Hof und Kaiserhof) und Gotha (Schloßhotel) sowie Cafés u. a. in Chemnitz (Reichskaffee) und Mannheim (Plankenkaffee und Konditorei Kossenhaschen). Kossenhaschens Geschick bei seinen Unternehmungen brachte ihm bei Zeitgenossen den Ruf des „Moltke im Gastgewerbe“ ein, er wurde mit dem Ehrentitel eines (königlich preußischen) Kommerzienrats ausgezeichnet.
Die 1921 geschlossene zweite Ehe Kossenhaschens mit Marie-Luise Bieringer blieb kinderlos. 1921 erwarb Kossenhaschen von der Fürstenfamilie Sachsen-Weimar-Eisenach die Burg Creuzburg in Creuzburg bei Eisenach, die er aufwändig restaurieren und zu seinem privaten Wohnsitz und als Landerholungsheim ausbauen ließ. Zur Burg gehörte eine Landdomäne von 121 ha. 1923 kaufte er zudem das Rittergut Burgtonna bei Bad Langensalza einschließlich 132 ha Landbesitz.
1931 starb Kossenhaschen im Altstädtischen Krankenhaus in Magdeburg an einem Nierenleiden. Er fand seine letzte Ruhe jedoch nicht in der von ihm als Erbbegräbnis angelegten und bis heute als Ruine erhaltenen Kossenhaschen-Gruft am Wisch genannten Berg nahe der Creuzburg, sondern wurde auf dem Erfurter Südfriedhof beigesetzt. Mit der Aufhebung des Friedhofs und der Anlage des heutigen Südparks 1970/1971 wurde auch das Grabmal der Familie Kossenhaschen abgeräumt.

## Sonstiges

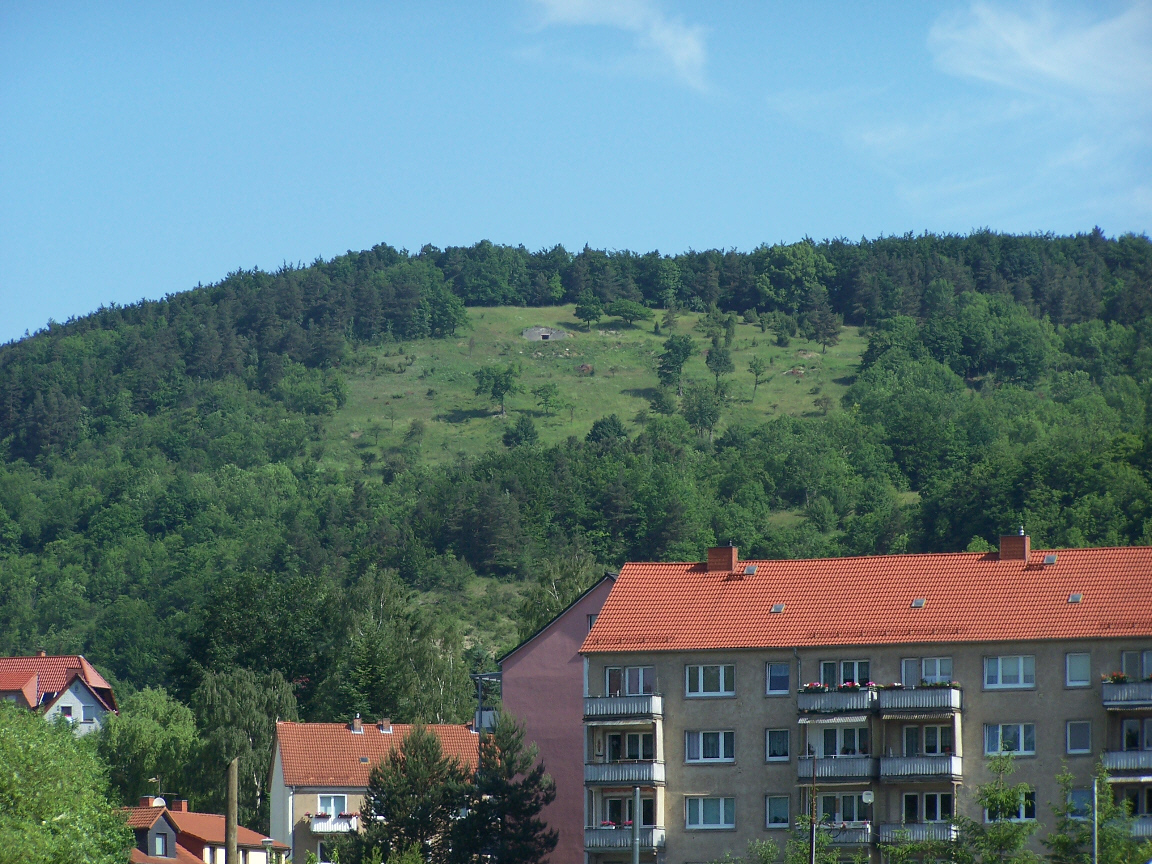
Familiengruft auf dem Wisch

Aufgrund seines karitativen Engagements für bedürftige Kinder und Senioren wurde Kossenhaschen die Ehrenbürgerwürde der Stadt Creuzburg verliehen.
Georg Kossenhaschen bekleidete eine Vielzahl von Ehrenämtern. So war er Mitbegründer, langjähriger 1. Vorsitzender und Ehrenpräsident des Thüringer Hotelier-Verbands, Mitbegründer des Reichsverbands der deutschen Hotels und Mitglied des internationalen Hotelbesitzervereins.
1927 wurde Kossenhaschen deutschlandweit zum Gespött, weil er im November und Dezember 1926 den Hochstapler Harry Domela, der im Erfurter Hof für den Hohenzollernprinzen Wilhelm von Preußen gehalten wurde und sich dann auch als dieser ausgab, in seinen Hotels in Erfurt und Gotha sowie auf der Creuzburg als privaten Gast beherbergt hatte. Beim Prozess gegen Domela in Köln am 11. Juli 1927 trat Kossenhaschen nicht persönlich als Zeuge auf, jedoch wurde seine Aussage verlesen. Darin betonte er, dass er sich „in keiner Weise geschädigt“ fühle, vielmehr habe er „in Domela einen liebenswürdigen Menschen kennen gelernt und angenehme Stunden mit ihm verlebt“.
1933 erschien in Berlin postum die von Georg Kossenhaschen mitverfasste Kulturgeschichte der deutschen Gaststätte, die bis heute als Standardwerk zum Thema gilt.
In Erfurt erinnert seit 2006 der erneuerte Schriftzug „Haus Kossenhaschen“ am einstigen Hotelgebäude auf dem Bahnhofsplatz wieder an den Hotelier.